# Religions- und rechtsgeschichtliche Quellen des vormodernen Nepal
Das Forschungsprojekt Religions- und rechtsgeschichtliche Quellen des vormodernen Nepal, Heidelberger Akademie der Wissenschaften, erschließt ein Korpus von Dokumenten und anderen Texten zur Religions- und Rechtsgeschichte des vormodernen Nepals und macht dieses in gedruckter wie in digitaler Form (Datenbank) zugänglich. Das Projekt mit einer Laufzeit bis 2028 wird geleitet von Axel Michaels; die Forschungsstelle hat Standorte in Heidelberg (Deutschland) und Patan (Nepal).

## Forschungsziel
Ziel des Forschungsprojekts ist es, das Textkorpus zur Religions- und Rechtsgeschichte des vormodernen Nepals systematisch zu beschreiben und nach inhaltlichen Kriterien ausgewählte Dokumente in Edition, Übersetzung und Kommentar zu publizieren. Zentral ist dabei der Aufbau einer frei zugänglichen Datenbank. Neben der Textarbeit steht die Untersuchung der bearbeiteten Dokumente im Lichte übergeordneter kulturgeschichtlicher Fragestellungen im Fokus. Dadurch soll ein differenziertes Bild der sozio-kulturellen Transformationsprozesse Nepals im Zeitraum des späten 18. Jahrhunderts bis zur ersten Hälfte des 20. Jahrhunderts gezeichnet werden. Die Herangehensweise vereint Methoden der Indologie, Tibetologie, der Geschichtswissenschaften, Anthropologie, Religionsgeschichte, der Philologie und, darüber hinaus, der Digital Humanities und des Semantic Web.
Das Textkorpus beinhaltet Tempeldokumente (Briefe, Schenkungs- und Stiftungsurkunden, Erlasse, Verträge usw.) und Rechtsdokumente (Kastenregulierungen, Urteile zu sittlichem Verhalten, Ablassbriefe usw.) sowie, in weitaus geringerem Umfang, narrativ-eulogische Texte zu lokalen Heiligtümern. Diese Textgruppen erstellen zusammen eine stabile Grundlage für die Geschichte zahlreicher Tempel und Heiligtümer Nepals (vor allem des Kathmandu-Tals), aber auch für die Rechtspraxis Südasiens, die bislang kaum erschlossen ist. Ebenfalls gibt das Material Einblick in die Legitimation und Inszenierung von Herrschaft, in unterschiedlich ausgeprägte Formen von Religionspolitik, in das Entstehen von Elitekulturen, in die Herausbildung öffentlicher Ordnung und in den Stellenwert der Verschriftlichung und Kodifizierung von Recht im Kontext ethnologisch erfasster Jurisprudenz. Die Projektmitarbeiter arbeiten auf Basis des Textkorpus zu unterschiedlichen Forschungsschwerpunkten und -themen. Der zeitliche Schwerpunkt des Projekts liegt auf der frühen Śāha (1769–1846) und Rānā-Periode (1846–1951) – auf Nepals „langem 19. Jahrhundert“.
Grundlage des Textkorpus bilden Archivalien der National Archives Nepal (Rashtriya Abhilekhalaya, Kathmandu) und anderer staatlicher Organisationen, die von der Deutschen Morgenländischen Gesellschaft (DMG) im Rahmen des Nepal-German Manuscript Preservation Project (NGMPP) mikrofilmiert wurden. Die Arbeiten des NGMPP beinhalteten allerdings nur ansatzweise eine Katalogisierung der Texte, und bis auf wenige Ausnahmen wurden diese weder in Edition oder Übersetzung vorgelegt noch eingehend wissenschaftlich bearbeitet. Im Rahmen des Projekts "Religions- und rechtsgeschichtliche Quellen des vormodernen Nepal" soll der Gesamtbestand des NGMPP von über 100.000 historischen Dokumenten erstmals katalogisiert und digitalisiert werden. Neben dem vom NGMPP erfassten Material fließen weitere Sammlungen in die Katalogdatenbank ein.

## Documenta Nepalica
Documenta Nepalica ist die Bezeichnung der digitalen Infrastruktur des Projekts mit den zwei Bestandteilen "Katalogdatenbank" und "Editionsplattform" sowie für die damit publizierten Forschungsergebnisse.

### Katalogdatenbank
Die Katalogdatenbank enthält Einträge mit Metadaten sowohl zu den bislang erst katalogisierten als auch zu den bereits edierten und öffentlich publizierten Dokumenten.
Bei der Einführung der Datenbank im Mai 2016 enthielt sie rund 19.000 Einträge; die Zahl der Einträge ist seitdem auf ca. 60.000 [Stand 12/2020] angewachsen. Das geplante Gesamtvolumen zum Ende der Projektlaufzeit 2028 umfasst mehr als 100.000 Einträge. Die Datenbank soll alle inhaltlich relevanten NGMPP-Dokumente enthalten, darüber hinaus die Texte der später integrierten Sammlungen. Die in der Datenbank abgelegten Metadaten zu den Katalogeinträgen werden mit bibliographischen Informationen zu älteren Texteditionen, Übersetzungen und Studien der entsprechenden Dokumente erweitert. Die Datensätze der edierten Texte sind mit den jeweiligen Editionen verknüpft.

### Editionsplattform
Die Editionsplattform ist eine von der Forschungsstelle entwickelte digitale Infrastruktur, die alle Funktionen für die Transliteration, Transkription und XML-Auszeichnung (gemäß den Richtlinien der TEI für Texteditionen) der Dokumente bereitstellt. Die Editionsrichtlinien sind diplomatisch-interpretativ. Für die Anzeige der Editionen stehen verschiedene Optionen und Funktionen zur Auswahl (diplomatisch oder mit Worttrennung; XML-Strukturbaum; Transliteration in lateinischer Schrift oder Devanagari; Zoom-in). Zu jeder Edition wird ein digitales Faksimile bereitgestellt. Zusätzlich werden zu jeder Edition der Kurztitel des Dokuments, Namen der oder des Bearbeiter(s), eine Zusammenfassung des Inhalts, eine Übersetzung ins Deutsche, Anmerkungen und ein Kommentar gegeben.

### Publikationen

#### Digitale Publikationen
Edierte Dokumente werden fortlaufend auf der Editionsplattform des Forschungsvorhabens veröffentlicht; insgesamt sind 376 Dokumente ediert [Stand 02/2021]. Seit Februar 2017 werden sie zudem sukzessive im Open Access und unter der Vergabe einer DOI bei der Universitätsbibliothek Heidelberg auf der Publikationsplattform Heidelberg Historic Literature Digitized (DWork) veröffentlicht. Es sind 133 Editionen mit DOI publiziert [Stand 02/2021].

#### Buchpublikationen
Die Forschungsstelle gibt die Publikationsreihe „Documenta Nepalica – Book Series“ im Open Access (CC BY-SA 4.0) heraus. Die Bände sind auch als Print-on-Demand erhältlich.
- Simon Cubelic, Axel Michaels, Astrid Zotter (Hrsg.): Studies in Historical Documents from Nepal and India (Documenta Nepalica, Band 1). Heidelberg University Publishing, Heidelberg 2018 (doi:10.17885/heiup.331.454).
- Rajan Khatowoda, Simon Cubelic, Axel Michaels (Hrsg.): The Mulukī Ain of 1854. Nepal's First Legal Code  (Documenta Nepalica, Band 1). Heidelberg University Publishing, Heidelberg 2021 (doi:10.17885/heiup.769).